# Clorato de sódio
Clorato de sódio NaClO3 é um agente oxidante.  Ele é principalmente usado para produzir dióxido de cloro para branqueamento de polpa de celulose, mas também é usado como herbicida e para preparar cloratos. A produção, somente nos EUA é aproximadamente de 441,000 toneladas por ano.
Quando puro, é um pó cristalino branco que é facilmente solúvel em água. É higroscópico. Decompõe-se acima dos 250 °C liberando oxigênio e deixando como resíduo cloreto de sódio. É sintetizado por eletrólise de solução cloreto de sódio quente em um tanque de eletrodo agitado. Também pode ser sintetizado por passar gás cloro em uma solução de hidróxido de sódio quente. É então purificado por cristalização.

## Síntese
Industrialmente, clorato de sódio é sintetizado pela eletrólise de cloreto de sódio quente num tanque de eletrólise sob agitação:
NaCl + 3 H2O → NaClO3 + 3H2
Também pode ser sintetizado pela passagem de gás cloro em solução de hidróxido de sódio a quente. É então purificado por cristalização.
6 NaOH + 3 Cl2 → 5 NaCl + NaClO3 + 3 H2O

## Usos

### Herbicidas
Clorato de sódio é usado como um herbicida não seletivo. É considerado fitotóxico para todas as partes de plantas verdes. Ele pode também matar por absorção pelas raízes.
Clorato de sódio pode ser usado para controlar:
- glória-da-manhã,
- cardo-das-vinhas,
- bambu,
- tasneira e
- Erva-de-são-joão.

O herbicida é principalmente usado em terra fora de colheita para o tratamento local e para o controle total da vegetação em laterais de estradas, em cercas, em valas e similares.
Clorato de sódio é também usado como um desfoliante e dessecante para:
- algodão,
- cártamo,
- milho,
- linho,
- pimentas,
- sojas,
- sorgo,
- feijões secos,
- arroz e
- girassóis.